# Vasile Cristea
Vasile Cristea (Şomoştelnic, 24 febbraio 1906 – Roma, 17 gennaio 2000) è stato un vescovo cattolico rumeno della Chiesa greco-cattolica rumena.

## Biografia
Vasile Cristea nacque nel piccolo villaggio di Şomoştelnic, allora nel distretto di Kis-Küküllő, il 24 febbraio 1906.

### Formazione e ministero sacerdotale
Terminati gli studi all'Liceo San Basilio di Blaj, entrò nell'Accademia teologica della stessa città.
Attratto dalla vita religiosa, entrò nel noviziato dell'Ordine degli Agostiniani dell'Assunzione per il quale fu ordinato presbitero il 27 marzo 1932. Dopo diversi incarichi, nel 1946 venne nominato rettore del Pontificio collegio Pio Rumeno a Roma.
Da una nota biografica dei Servizi segreti rumeni datata 20 ottobre 1947 si possono vedere le circostanze in cui padre Vasile Cristea riuscì a lasciare il suo paese: "Il 1º ottobre 1946 l'autorità ecclesiastica lo ha nominato rettore del Seminario Pio Rumeno a Roma ma non è riuscito a recuperare i documenti per lasciare il paese. Ioan Liviu Leluţiu gli ha fatto ottenere dal nunzio Andrea Cassulo il passaporto diplomatico in qualità di segretario, per rendere più facile il trasferimento a Roma dimostrando l'interesse dei cattolici al suo arrivo". Sempre secondo documenti dei Servizi segreti, in data 2 gennaio 1948, Vasile Cristea e Aloisie Tautų, del clero greco-cattolico a Roma, si rifiutarono di prestare giuramento di fedeltà alla Repubblica Socialista di Romania dopo essere stati invitati a farlo da Bazil Şerban, incaricato d'affari in Romania. Da allora vennero considerati traditori.
Dal 1947 al 1950 padre Vasile Cristea lavorò come rettore del Pontificio collegio Pio Rumeno a Roma prima della sua chiusura a causa delle persecuzioni contro i greco-cattolici nel paese. Subito dopo la soppressione della Chiesa greco-cattolica rumena, la Santa Sede iniziò a organizzare il clero uniato in esilio.

### Ministero episcopale
Il 2 luglio 1960 papa Giovanni XXIII lo nominò vescovo titolare di Lebedo e officiale della Curia romana. Ricevette l'ordinazione episcopale l'8 settembre successivo dall'eparca di Lungro Giovanni Mele, co-consacranti l'eparca ausiliare di Piana degli Albanesi Giuseppe Perniciaro e l'esarca apostolico di Germania e Scandinavia Platon Volodyslav Kornyljak.
Il suo compito principale era la cura pastorale dei credenti greco-cattolici rumeni della diaspora. Pur avendo sempre risieduto nella Città del Vaticano, organizzò le missioni di assistenza ai greco-cattolici rumeni a Parigi, Monaco di Baviera, Madrid e in altre parti d'Europa. In tale veste visitò le comunità greco-cattoliche in Francia, Germania, Inghilterra e Stati Uniti.
Per i credenti greco-cattolici rumeni che non avevano la possibilità di partecipare a funzioni nel loro rito, la Radio Vaticana iniziò a trasmettere la messa in rumeno. Questa liturgia fu a lungo celebrata da vescovi rumeni in esilio come Traian Crișan e lo stesso Vasile Cristea.
Partecipò alle quattro sessioni del Concilio Vaticano II.
Nel 1967, in retrospettiva, il patriarca della Chiesa ortodossa rumena Justinian Marina ricordò le principali ragioni del rifiuto della sua Chiesa di inviare osservatori al Concilio Vaticano II: "l'organizzazione di una mostra calunniosa contro la Chiesa e lo Stato rumeno e l'ordinazione come vescovo uniato di un religioso latitante del paese, Vasile Cristea [...]". La mostra in questione, dal titolo "Chiesa martire" era stata organizzata dal padre gesuita Chianella durante il Concilio Vaticano II ed era dedicata alla sofferenza sopportata dalla Chiesa nell'Europa orientale. L'evento fu descritto dalle autorità comuniste come "attività ostile" da parte del Vaticano. Secondo gli ortodossi la Santa Sede in realtà non aveva abbandonato la "propaganda diffamatoria" anche quando aveva abbracciato l'ecumenismo.
Nel 1966 ordinò sacerdote Nathaniel Popp, in seguito vescovo della Chiesa ortodossa rumena in America. Vasile Cristea fu coconsacrante principale nell'ordinazione episcopale di Myroslav Marusyn il 28 luglio 1974 e di Anárghyros Printesis il 6 agosto 1975.
Il 10 ottobre 1987 papa Giovanni Paolo II accettò la sua rinuncia all'incarico per raggiunti limiti d'età. Continuò però a vivere a Roma.
Morì a Roma il 17 gennaio 2000 all'età di quasi 94 anni. Fu sepolto nella cappella del Pontificio collegio Pio Rumeno nel cimitero del Verano di Roma. Nella stessa tomba riposano anche l'arcivescovo Traian Crișan e Aloisie Ludovic Tăutu.

## Genealogia episcopale
La genealogia episcopale è:
- Arcivescovo Nilo Isvoroff
- Vescovo Michel Petkoff
- Arcivescovo Michel Miroff
- Eparca Isaias Papadopoulos
- Eparca Giovanni Mele
- Eparca Vasile Cristea, A.A.